# Maraschino

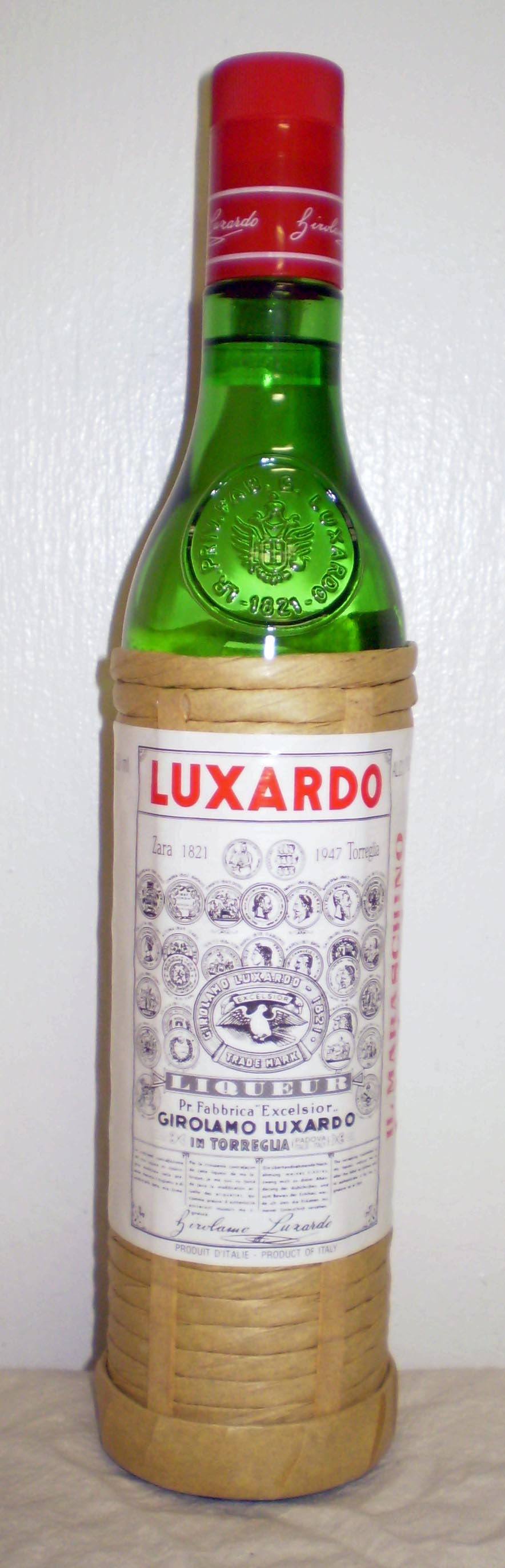
Flaska Maraschino.

Maraschino (av italienska marasca, fågelbär, surkörsbär) är en likör från frukter och unga löv från maraskakörsbär (Prunus cerasus 'Maraska'). Den har ursprung i Kroatien och tillverkas numera även i Italien.

## Historik

### Kroatisk likör
Den framställs sedan 1500-talet i Zadar, Kroatien utifrån ett recept som togs fram av munkarna i stadens kloster. Sedan 1821 tillverkas likören av företaget Maraska Zadar. Företagets trädgård innehåller cirka 100 000 körsbärsträd.
I den första fasen jäses körsbär på stora ek-jäskar under 3-4 veckor. Efter jäsningen förflyttas massan bestående av körsbärsskal, körsbärskärnor och must till stora kopparpannor och destillationen påbörjas. Efter destillationen tappas destillatet på ekfat och lagras några månader. De unga löven bereds separat på samma sätt som frukterna. Senare blandas de två destillat med lite socker. Blandningen lagras i specialbehandlade ekfat under 3 år.
Likören är mycket söt och har en simmig körsbärsmak med viss bitterhet. Den har lång eftersmak. Doften är karaktärsfull och fruktig med tydligt inslag av körsbär och bittermandel.
Alkoholhalten är 32 procent.

### Italiensk likör
Maraschino är även en italiensk likör gjord på maraskakörsbär. 1759 började den venetianske köpmannen Francesco Drioli med industriell tillverkning av Maraschino i den Dalmatinska staden Zara (Zadar, Kroatien). Luxardos karaktäristiska fyrkantiga flaska tillverkad av glasmästare i Murano, har fått den formen då den lämpade sig för transport med båt.